# گاستون اوموات
گاستون اوموات (انگلیسی: Gaston Aumoitte; ۱۹ دسامبر ۱۸۸۴ – ۳۰ دسامبر ۱۹۵۷) بازیکن کروکت اهل فرانسه بود.